# Ellmauer Haltspitze
Ellmauer Haltspitze är en bergstopp i Österrike.   Den ligger i distriktet Kufstein och förbundslandet Tyrolen, i den centrala delen av landet, 300 km väster om huvudstaden Wien. Toppen på Ellmauer Haltspitze är 2 344 meter över havet. Ellmauer Haltspitze ingår i Kaisergebirge.
Terrängen runt Ellmauer Haltspitze är bergig norrut, men söderut är den kuperad. Ellmauer Haltspitze är den högsta punkten i trakten. Närmaste större samhälle är Kufstein, 10,5 km väster om Ellmauer Haltspitze. 
Trakten runt Ellmauer Haltspitze består i huvudsak av gräsmarker. Runt Ellmauer Haltspitze är det ganska tätbefolkat, med 52 invånare per kvadratkilometer.